# Бароко в хорватській літературі
Бароко в хорватській літературі з'явилося в XVII столітті і тривало до кінця XVIII століття. Цей період був під впливом чотирьох основних цивілізаційних та політичних кіл: австрійського, турецького, венеціанського та дубровницького. Величезний вплив на літературу цього часу мала католицька контрреформація, що проявлялася через діяльність єзуїтського ордену.

## Соціокультурні умови

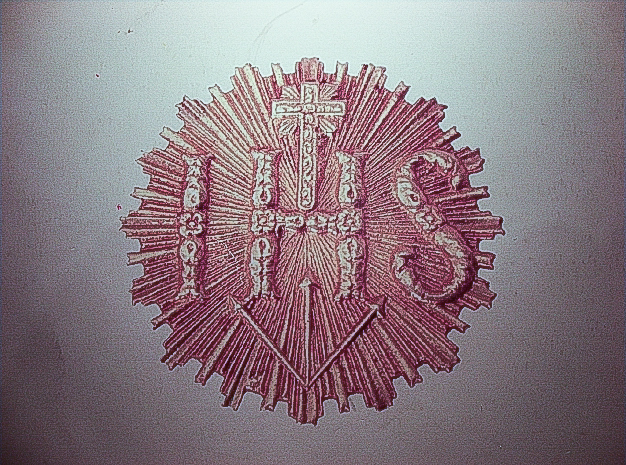
Символ ордену єзуїтів

Барок в Хорватії виникає як реакція на протестантську реформу, що виявилася обмеженою, здебільшого в Істрії, на відміну від поширеного католицизму, який став основою хорватської контрреформації. Цей період тісно пов'язаний із діяльністю єзуїтів, які прибули в Хорватію в 1607 році, започаткувавши свою місіонерську роботу в Загребі, а згодом і в інших містах, таких як Рієка, Вараждин та Дубровник. У 1607 році в Загребі заснували єзуїтську гімназію, яка нині відома як Класична гімназія. Єзуїти заснували низку шкіл, що сприяли розвитку католицької освіти і літератури, включаючи створення першої іллірійської граматики Бартолом Кашичем. Вони також впливали на стандартизацію літературної мови через участь у Конгрегації для пропаганди віри, що активно видавала релігійні твори, такі як проповіді та катехізиси. Серед письменників, які здобули освіту в єзуїтських школах, були Іван Гундулич, Юніє Палмотич, Микола та Петар Зрінські, а також Павло Ріттер Вітезович. Крім того, єзуїти мали значний внесок у розвиток лексикографії та мовознавства, зокрема через діяльність Руджера Бошковича, Юрая Крижанича та Бартола Кашича.

## Характеристика барокової літератури в Хорватії
Література хорватського бароко розвивалася під впливом європейської літератури, поєднуючи пишність стилю, емоційну насиченість та тяжіння до релігійно-містичних мотивів. Вона характеризувалася нагромадженням художніх засобів, піднесеним, урочистим стилем, протиставленням земного і божественного, а також прагненням осмислити сенс людського існування.
У цей період особливого значення набуло питання вироблення спільної хорватської літературної мови, а серед жанрів найпоширенішими були релігійні вірші, трагікомедії та лицарсько-історичні епоси, об'єднані спільною метою — порушенням питань загальнодержавного значення, сприяли формуванню національної самосвідомості.
Бароко в літературі характеризувався не тільки високим стилем, але й акцентом на враження та емоції. Складність форм, контрасти світла та темряви, використання метафор і алегорій були невід'ємною частиною барокових текстів, що підкреслювало напруженість і драматизм епохи.

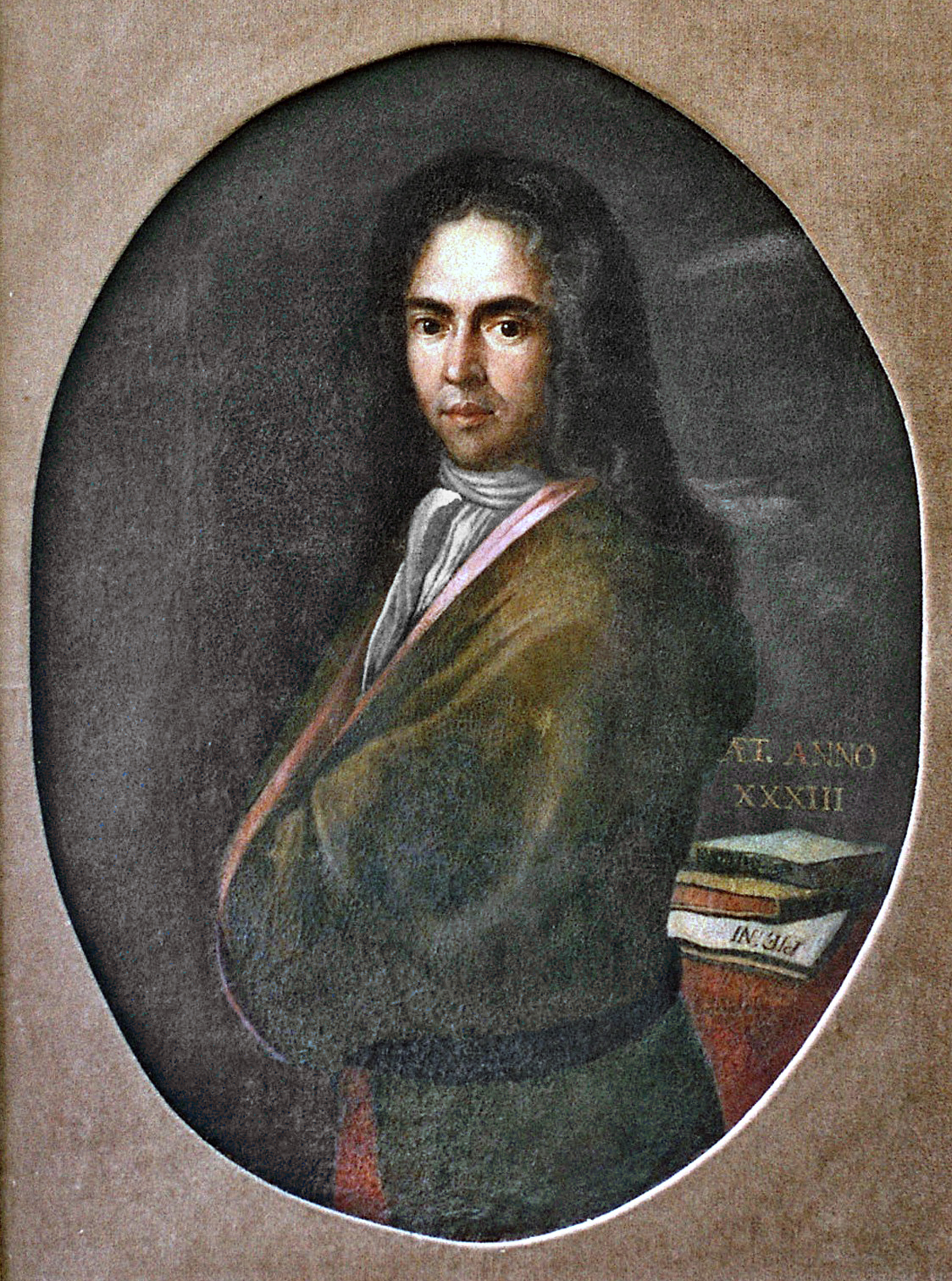
Іван Гундулич

Акцент робився на витонченій риторичній майстерності, тоді як структурна побудова творів займала другорядне місце. Поетичний стиль відзначався насиченням риторичними засобами — прикрасами, порівняннями, метафорами, синекдохою, метонімією та антитезою.
В епоху бароко твори характеризуються ієрархією елементів, де змістовні складові починають переважати над формальними. У барокових творах деякі елементи подані дуже детально, а інші — більш загально. При цьому акцент робиться більше на змісті, тоді як форма і стиль залишаються лише як підкреслені, виразні та привабливі компоненти.
У XVII столітті в хорватській літературі склалися кілька регіональних осередків — далматинсько-дубровницький, кайкавський, славонський та озальський, серед яких провідне місце посідав Дубровник, де творив Іван Гундулич, найвідоміший бароковий письменник Хорватії.

## Літературні кола
Барокова література в Хорватії розвивалась у межах чотирьох основних літературних кіл, кожне з яких мало свої унікальні риси. Ці кола відображали регіональні особливості та політичні впливи часу, зокрема через взаємодію з австрійським, турецьким, венеціанським і дубровницьким культурними колами.

### Далматинсько-дубровницьке коло
Це найбільше і найважливіше коло в хорватській бароковій літературі, яке охоплює Дубровник і Далмацію. Письменники цього кола використовували штокавсько-ієкавський діалект і зверталися до високих художніх стандартів. Відомими письменниками цього кола є: Іван Гундулич, автор твору «Осман» («Osman»), який є вершиною барокової літератури Хорватії; Іван Буніч Вучич, автор поетичних збірок, таких як Пландування; Юніє Палмотич, автор мелодрам; і Ігнатій Джурджевич, автор поем і релігійних творів. У цьому колі також виділяються Стієпо Джурджевич та Владислав Менчетич.

### Кайкавське коло
Це коло було найбільш пов'язане з релігійною та моральною темою. Письменники цього кола писали на кайкавському діалекті, а одним із найважливіших представників був єзуїт Юрай Хабделіч, автор Зеркала Маріанського та латинсько-кайкавського словника. Хабделіч також відомий своїми проповідями та релігійними творами, що мали важливе значення в релігійній практиці того часу.

### Озалське коло
Окреме місце серед літературних кіл займає озальське коло, яке включає твори на змішаному діалекті, що поєднує кайкавське наріччя з елементами штокавськими та ікавськими елементами. Цей стиль був характерний для письменників, які активно працювали у регіоні Озаля. До представників цього кола належать Петар Зрінський, Ана Катерина Зрінська, Фран Крсто Франкопан та Іван Белостенець. Вони писали як релігійні твори, так і поезії світського характеру, що часто відображали політичні та соціальні теми.

### Славонське коло
Після визволення від турецької окупації Славонія пережила культурний ренесанс. Основним представником цього кола був єзуїт Антун Каніжліч, який писав релігійно-моральні твори, зокрема відому епічну поему Свята Розалія, що описує життя святині з Палермо. Мовою цього кола була штокавська (ікавиця), а твори мали важливе значення для розвитку місцевої літератури.

## Наукова літературна діяльність
У період бароко в Хорватії створюється значна кількість наукових праць, особливо у сфері лексикографії, що було зумовлено потребою у виробленні єдиного літературного стандарту хорватської мови.
Серед найвизначніших прикладів:

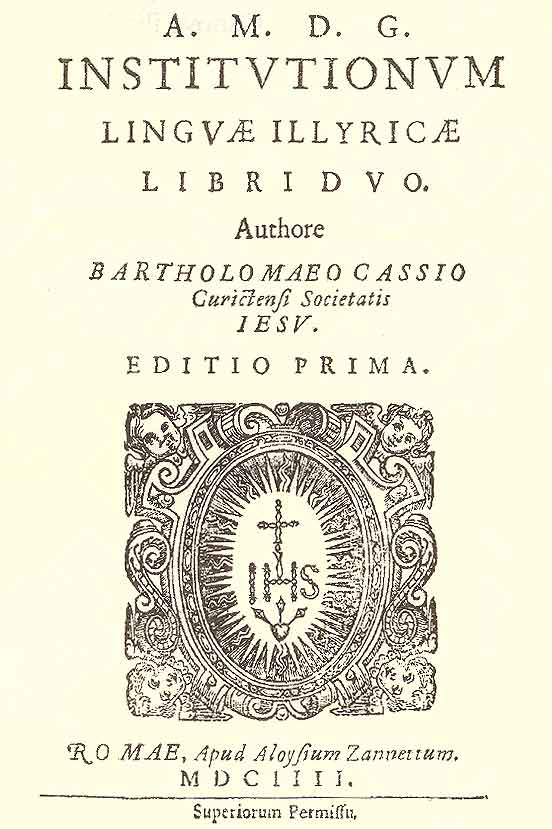
Institutionum linguae Illyricae («Основи іллірійської мови») Бартол Кашич

- Іван Лучич написав першу наукову працю з історії Хорватії, яка має назву De regno Dalmatiae et Croatiae («Про королівство Далмації та Хорватії»). Ця праця була створена латинською мовою.
- Іван Белостенець, чернець ордену павлінів та представник озальського літературного гуртка, уклав двомовний кайкавсько-латинський словник Gazophylacium («Скарбниця»).
- Яков Мікаля — автор хорватсько-італійсько-латинського словника Blago jezika slovinskoga («Скарб слов'янської мови»), а також творець першого друкованого хорватського правопису Ortografija jezika slovinskog («Орфографія слов'янської мови»).
- Бартол Кашич створив першу хорватську граматику Institutionum linguae Illyricae («Основи іллірійської мови»), яка була видана латиною у Римі.

Ці праці відіграли ключову роль у розвитку хорватської мовознавчої науки та сприяли поступовій стандартизації хорватської мови.